# Lincoln Blackwood
O Blackwood é uma picape de luxo de porte grande da Lincoln.